# 음악강시
음악강시(音樂殭屍: The Musical Vampire)는 홍콩에서 제작된 당위성 감독의 1992년 영화이다. 마취범 등이 주연으로 출연하였다.

## 출연

### 주연
- 마취범
- 조사리
- 이려진
- 이가성
- 진흔건
- 풍쉬범
- 임정영
- 태보
- 우마
- 웅흔흔